# بيتي بروير
بيتي بروير (بالإنجليزية: Betty Brewer)‏ هي ممثلة أمريكية، ولدت في 14 نوفمبر 1924 في جوبلن في الولايات المتحدة.

## وصلات خارجية
- بيتي بروير على موقع IMDb (الإنجليزية)
- بيتي بروير على موقع قاعدة بيانات الفيلم (الإنجليزية)